# Альбьер
Альбье́р (фр. Albières) — коммуна во Франции в регионе Лангедок — Руссильон, департамент Од.
Население — 82 человека (2004), площадь коммуны — 17,25 км². Плотность населения — 4,23 чел/км².
Коммуна расположена на расстоянии около 660 км к югу Парижа, 135 км юго-западнее Монпелье, 32 км южнее Каркассонн.

## Демография
| 1962 | 1968 | 1975 | 1982 | 1990 | 1999 | 2004 |
| ---- | ---- | ---- | ---- | ---- | ---- | ---- |
| 63   | 76   | 83   | 50   | 62   | 73   | 82   |